# US5
US5 ([ʌsˈfaɪv]) — американо-германская поп-группа (бойс-бэнд), появившаяся в 2005 году на немецком телеканале RTL II в реалити-шоу «Big in America». К настоящему времени группа продала свыше 2,5 млн дисков, обрела популярность в Великобритании, Германии, Польше, Швейцарии и Японии. В 2006 году US5 побывали в России, выступив на Премии Муз-ТВ в спорткомплексе «Олимпийский». Первоначально в US5 были участники Крис Уотрин, Майкл Джонсон из Германии, Джей Канн из Великобритании, Ричи Стринджини, Иззи Галлегос из Америки. Группа базировалась в Берлине.
В 2007 году Майкл Джонсон покинул группу, так как решил начать сольную карьеру. Его заменил Винсент Томас.
В августе 2008 года Крис Уотрин ушёл из группы по причине проблем со здоровьем. На смену пришёл Кейси Клейтон.
В феврале 2009 года ушёл Винсент Томас.
В октябре 2009 года на немецком телеканале «ProSieben» была показана передача «Make US5 Again». В финале шоу группа нашла 5 солиста. Им стал 18-летний Джейсон Пена. Группа распалась в 2010 году.

## Участники
Состав группы менялся трижды
- Ричард «Richie» Стринджини (Richie Stringini)

Дата рождения: 28 ноября 1988 года в городе Чикаго (Иллинойс) (США),
- Иззи «Izzy» Галлегос (Izzy Gallegos)

Дата рождения: 19 сентября 1983 года в городе Стоктон (США),
- Тарик Джей «Jay» Канн (Jay Khan)

Дата рождения: 31 марта 1982 года в городе Лондон (Великобритания),
- Кейси «Сayce» Клейтон (Cayce Clayton)

Дата рождения: 3 декабря 1988 года в городе Атаскадеро (США),
- Джейсон «Jayson» Пена (Jayson Pena)

Дата рождения: 28 октября 1990 года в городе Аллентаун (США).

## Бывшие участники
- Майкл «Michael» Джонсон

Дата рождения: 18 июля 1987 года в городе Майнц (Германия)
- Кристофер «Chris» Уотрин

Дата рождения: 7 августа 1988 года в городе Кёльн (Германия)
- Винсент «Vince» Томас

Дата рождения: 27 августа 1992 года в городе Огайо (США)

## Дискография

### Альбомы
| Год  | Название         | Позиция в чарте | Позиция в чарте | Позиция в чарте |
| Год  | Название         | DE              | AT              | CH              |
| ---- | ---------------- | --------------- | --------------- | --------------- |
| 2005 | Here We Go       | 5               | 7               | 23              |
| 2006 | In Control       | 6               | 7               | 44              |
| 2008 | Around the World | 38              | 62              | --              |
| 2010 | Back Again       | n/a             | n/a             | n/a             |

### Синглы
| Год  | Название                                               | Позиция в чарте | Позиция в чарте | Позиция в чарте | Позиция в чарте | Позиция в чарте | Позиция в чарте | Альбом                   |
| Год  | Название                                               | GER             | AUT             | SWI             | UK              | POL             | EU              | Альбом                   |
| ---- | ------------------------------------------------------ | --------------- | --------------- | --------------- | --------------- | --------------- | --------------- | ------------------------ |
| 2005 | Maria»                                                 | 1               | 4               | 8               | 38              | 5               | 9               | Here We Go               |
| 2005 | «Just Because of You»                                  | 3               | 3               | 8               | -               | 42              | 14              | Here We Go               |
| 2006 | «Come Back to Me Baby»                                 | 3               | 4               | 4               | -               | 58              | 9               | Here We Go — New Edition |
| 2006 | «Mama»                                                 | 4               | 6               | 18              | -               | 77              | 16              | Here We Go — New Edition |
| 2006 | In the Club»                                           | 2               | 2               | 15              | -               | 1               | 13              | In Control               |
| 2007 | «One Night with You» + «365 Days»                      | 2               | 8               | 38              | -               | 2               | 15              | In Control               |
| 2007 | "Rhythm of Life (Shake It Down) "                      | 4               | 6               | 25              | -               | 4               | 18              | In Control — Reloaded    |
| 2007 | «Too Much Heaven» (совместно с Robin Gibb)             | 7               | 26              | -               | -               | 61              | 68              | In Control — Reloaded    |
| 2008 | «Round and Round»                                      | 7               | 17              | -               | -               | -               | -               | Around the World         |
| 2008 | «The Boys Are Back» (OST Классный мюзикл 3: Выпускной) | 14              | 29              | -               | -               | -               | -               | Around the World         |
| 2010 | «Anytime»                                              | n/a             | n/a             | n/a             | n/a             | n/a             | n/a             | Back Again               |

### DVD
| Год  | Название                    | Позиция в чарте | Позиция в чарте |
| Год  | Название                    | DE              | AT              |
| ---- | --------------------------- | --------------- | --------------- |
| 2005 | US5 — The History           | 1               | 1               |
| 2006 | Here We Go — Live & Private | 1               | 1               |
| 2006 | US5 — Live in Concert       | 2               | 2               |
| 2008 | US5 on Holiday              | 2               | 7               |

## Награды

### 2005
- Goldene Schallplatte: 1× Gold за Maria (Германия)
- Goldene Schallplatte: 1× Gold за Maria (США)
- Goldene Schallplatte: 1× Gold за Here We Go
- Goldene Schallplatte: 1× Platin за Here We Go
- Goldener Bravo Otto (Лучшая поп-группа)
- Yam (Zeitschrift)|Yam!-Award Superstar 2005 (Richie Stringini)
- German Radio Award (Лучший новичок)
- Allgemeiner Deutscher Tanzlehrerverband|ADTV Music-Award за Maria

### 2006
- XPress-Award Goldener Pinguin (Лучшая группа)
- Goldene Schallplatte: 1× Gold за Here We Go (Австрия)
- Goldene Schallplatte: 1× Gold за US5 — The History
- Goldene Schallplatte: 1× Platin за US5 — The History
- Goldene Schallplatte: 1× Gold за Here We Go — Live & Private
- Goldene Schallplatte: 3× Gold за Here We Go
- Goldene Schallplatte: 1× Gold за In Control
- Jetix Kids Award (Лучшая группа)
- Goldener Bravo Otto (Лучшая поп-группа)

### 2007
- Goldene Schallplatte: 1 × Gold за Here We Go (Польша)
- Goldene Kamera (Международная поп-группа)
- Radio Regenbogen Award (Поп-группа года)
- Steiger Award (Nachwuchs)
- Goldene Schallplatte: 1 × Gold за In Control (Польша)
- Vivalicious Style Award
- Xpress (Zeitschrift)|XPress-Award Goldener Pinguin (Лучшая песня: In The Club)
- VIVA Comet (Superband / Event des Jahres) (Польша)
- Nick Kids’ Choice Awards|Nick Kids' Choice Award (Любимая группа)
- Jetix Kids Award (Лучшая группа)
- Goldener Bravo Otto (Лучшая поп-группа)

### 2008
- ÓčKO-Award Best Act Pop and Dance (Чехия)
- Nick Kids' Choice Award (Любимая группа)
- Jetix Kids Award (Лучшая группа)
- Celebrity Magazin Award (Лучшая международная группа)
- Celebrity Magazin Award (Лучшее видео: US5 — Round & Round)
- Silberner Bravo Otto (Лучшая поп/рок-группа)

### 2010
- Номинация в Bravo Otto (Лучшая группа)